# Logitech
Logitech International SA (SWX: logn, NASDAQ: logi), s sedežem v Švici, je holdinška družba za Logitech Group, švicarski izdelovalec perifernih naprav. Logitech izdeluje računalniške tipkovnice, miške, zabavne kontrolerje, spletne kamere, računalniške zvočnike, slušalke, brezžične avdio naprave ter avdio naprave za MP3 predvajalnike .
Logitechove pisarne se nahajajo po vsej Evropi, Aziji in Ameriki. Prodaja in trženje izdelkov sta organizirana v šest geografskih regij: Amerika, Evropa, Bližnji vzhod, Afrika, Avstralija ter Azija s Pacifikom.

## Blagovne znamke
V Veliki Britaniji, Logitech prodaja v »logi (UK) Ltd«, »s sedežem v Glasgowu, Logitech« na Škotskem izdeluje natančnost  rezanja, lepljenja in poliranja opreme za materiale  v predelovalni industriji. V Kanadi, Logitech International uporablja svoje ime, ne da bi komu  škodoval  od leta 1988.
Od leta 1980 Logitech proizvaja računalniške miške in tipkovnice neposredno za Apple, HP, Dell, Playstation in drugo. Računalniške miške veljajo za svetovno znani Logitech izdelek. 

## Zgodovina
Logitech International SA je bil soustanovitelj Appla, Leta 1981 med dvema nekdanjima dijakoma Stanford Mastors-a  Daniel Borel in Pierluigi Zappacosta, in Giacomo Marini nekdanji šef v Olivetti.
Logitech Silicon Valley je zasedel prostor na 165 University Avenue, Palo Alto v Californiji, ki je dom številnim podjetjem. Od tam je Logitech razširil svojo linijo produktov (poglej spodaj) v množični trg računalnikov in še naprej, na primer na univerzalne daljince.

## Produkcija
Prva Logitechova miška je bila prizvedena v Le Lieu, švicarski Canton of Vaud.
Proizvodnja se je potem prestavila tudi v ZDA, Tajsko, Irsko in se kasneje preselila v Suzhou, Kitajska. Okrog leta 2005 se je na Kitajskem proizvedla okrog polovica Logitechovih izdelkov. Preostali produkti pa se razdelijo v proizvodnjo pogodbenim proizvajalcem v Aziji.
V decembru 2008 je Logitech proizvedel milijardno miško.

## Produkti
- PC tipkovnice, miške, sledilne kroglice (žično in brezžični modeli)
- Spletne kamere
- PC zvočniki vklučno s stereo ter 2.1 in 5.1 kanalnega prostorskega zvoka sistemov
- G-serija Logitech strojne opreme za igre
- Xbox, Xbox360, PS2, PS3 in strojne opreme PSP igre na srečo, vklučno s krmilniki, igralne palice, tipkovnice in dirkalnih koles
- Slušalke, slušalke in mikrofoni
- iPod, PSP, MP3 predvajalnik in mobilni telefon pribor. Vključno z iPod in PSP zvočnik dokov
- Squeezebox brezžično glasbeni sistemi
- io2 Digital Pisalni  Sistemi
- Ultimatne ušesne slušalke in ušesni monitorji
- PC igralne konzole.

## Klučne inovacije
Logitech Darkfield Laser tracking technology, objavljen 19.8.2009 omogoča uporabo miške na različnih površinah, tudi na steklu. Ta tehnologija je trenutno dobavljiva v dveh Logitechocih izdelkih: The Performance Mouse MX in Anywhere Mouse MX. Zraven obeh mišk se dobi enoten mikro sprejemnik in Hiper Scroll tehnologija.